# The Fighter (Keith Urban)
The Fighter è un singolo del cantante australiano Keith Urban, pubblicato il 6 febbraio 2017 come quinto estratto dal nono album in studio Ripcord.

## Descrizione
Il brano è stato scritto e prodotto dallo stesso interprete con Busbee e vede la partecipazione vocale della cantante statunitense Carrie Underwood. È composto in chiave di Si minore ed ha un tempo di 132 battiti per minuto.

## Premi e riconoscimenti
The Fighter ha vinto un CMT Music Awards nel 2017 come "Video collaborativo dell'anno" e un ACM Award l'anno successivo. È stato inoltre candidato per un CMA Award e per un Teen Choice Award nella categoria "Miglior brano country".

## Video musicale
Il videoclip, diretto da John Urbano, è stato reso disponibile per ventiquattro ore il 12 febbraio 2017, per poi essere ricaricato il 16 del medesimo mese in modo permanente.

## Esibizioni dal vivo
Keith Urban e Carrie Underwood si sono esibiti con The Fighter, nel corso del 2017, ai Grammy Awards, agli ACM Awards e ai CMT Music Awards.

## Tracce
1. The Fighter (feat. Carrie Underwood) – 3:04

## Successo commerciale
Nella settimana dell'8 luglio 2016 The Fighter è salita dall'11ª alla 10ª posizione della Country Airplay, classifica radiofonica redatta dalla rivista Billboard, grazie ad un'audience pari a 30 milioni di ascoltatori, diventando rispettivamente la trentottesima e la ventiseiesima top ten consecutiva di Keith Urban e Carrie Underwood ed espandendo così il loro record di averne accumulato il maggior numero consecutivamente nella classifica. Nella Billboard Hot 100 ha raggiunto il 38º posto, regalando a Urban la sua ventesima top forty in classifica e a Underwood la sua ventunesima (la prima da Something in the Water del 2014).
Nella ARIA Singles Chart il singolo è arrivato alla 19ª posizione nel luglio 2016, divenendo la terza top twenty del cantante nel paese e il secondo ingresso in classifica per la cantante, nonché il miglior piazzamento mai raggiunto da quest'ultima.

## Classifiche

### Classifiche settimanali
| Classifica (2016-17) | Posizione massima |
| -------------------- | ----------------- |
| Australia            | 19                |
| Belgio (Fiandre)     | 23                |
| Canada               | 65                |
| Stati Uniti          | 38                |

### Classifiche di fine anno
| Classifica (2016) | Posizione |
| ----------------- | --------- |
| Australia         | 82        |
| Classifica (2017) | Posizione |
| Stati Uniti       | 100       |